# Antônio da Silva
Antônio da Silva (Rio de Janeiro, 1978. június 13. –) brazil labdarúgó-középpályás.